# Juan Donoso Cortés
Juan Francisco María de la Salud Donoso Cortés y Fernández Canedo, primer marqués de Valdegamas (Valle de la Serena, Badajoz, 6 de mayo de 1809 - París, Francia, 3 de mayo de 1853), fue un filósofo, jurista, historiador, parlamentario, político y diplomático español, funcionario de la monarquía española bajo el régimen liberal. Fue evolucionando hacia una ideología conservadora, perteneciendo al entorno político del moderantismo, hasta llegar al movimiento de los neocatólicos o tradicionalistas. Fue senador vitalicio en 1853.

## Biografía

### Primeros años y formación
Nació en Valle de la Serena en 1809, en el seno de una familia de ricos hacendados. Estudió las primeras letras y gramática en Don Benito. En 1820 marchó a estudiar Filosofía en la Universidad de Salamanca, pero sólo permaneció allí un curso, pues en 1821 se trasladó al Colegio de San Pedro de Cáceres, donde cursó estudios de Lógica, Metafísica y Ética. Culminados sus estudios filosóficos se trasladó a Sevilla para cursar Derecho. Compaginó sus estudios jurídicos con el cultivo de la poesía romántica. Después de cinco años en Sevilla obtuvo la licenciatura en Derecho.

### Vida docente
Culminados sus estudios se trasladó brevemente a Madrid, regresando poco después, en 1829, a Cáceres para ocupar la cátedra de Estética y Literatura en el Colegio de San Pedro. El 20 de enero de 1830, en Cáceres, contrajo matrimonio con Teresa García Carrasco y Gómez Benítez, procedente de una de las más acaudaladas familias extremeñas y hermana del futuro primer conde de Santa Olalla. El 24 de octubre de ese mismo año nació su única hija, María Josefa, que falleció a los dos años de edad.
En 1832 se instaló en Madrid, donde publicó Memoria sobre la monarquía, de línea liberal-conservadora, y donde dio comienzo su actividad como periodista político, influido por el liberalismo doctrinario de Royer-Collard y otras figuras de la Restauración Francesa. Recibió también fuerte influencia del filósofo italiano Giambattista Vico, introduciendo su estudio en lengua española. En 1833 ingresó en la secretaría de Estado e inició su carrera política. El 3 de junio de 1835 falleció su esposa Teresa.

### Vida política y como escritor
Fue secretario del gabinete y de la presidencia del Consejo en 1836, con el gobierno de Mendizábal. En 1837 fue elegido diputado por Cádiz y en 1840 marchó a Francia, poco antes de que fuese depuesta la regente María Cristina de Borbón. Donoso se convirtió en hombre de confianza y agente de María Cristina y no volvió a instalarse en España hasta la caída de Espartero, en 1843, como diputado por Badajoz, por el Partido Moderado
Apoyó a los isabelinos en la Primera Guerra Carlista y participó en la reforma constitucional de Narváez en 1845.
A partir de 1847, a raíz de la muerte de su hermano Pedro María y del estudio de las revoluciones se convierte firme y profundamente al catolicismo, abandonando sus antiguas ideas liberales. En Francia entra en contacto con publicaciones y movimientos católicos, determinando su evolución hacia una actitud más ligada a la defensa del régimen tradicional.  
En una Europa convulsa se suceden tres acontecimientos decisivos en la vida y pensamiento político de Donoso, a saber: la revolución francesa de 1848, que pone fin a la Monarquía de Julio, proclamándose la Segunda República Francesa; la revolución romana por la que el papa Pío IX tuvo que huir de Roma, instaurándose la efímera República Romana; y el papel de Gran Bretaña promoviendo los gobiernos revolucionarios liberales por todo el continente y en España a través de un diplomático, Henry Bulwer. En España la situación no era mejor: en Cataluña persistía la insurrección carlista desde 1846 a raíz del fracasado intento de casar a la reina Isabel II con el pretendiente carlista "Carlos VI"; además de las intentonas revolucionarias de 1848. A comienzos de 1849 y en este contexto europeo y nacional, Donoso Cortés pronuncia en las Cortes españolas su famoso Discurso sobre la Dictadura. En este discurso expone su teoría de la relación inversamente proporcional que mantienen la represión interior y la represión exterior mediante un "paralelismo" histórico. Según expresa Donoso en este discurso, cuanto más religiosa es una sociedad y sus individuos, cuanta mayor represión interior haya, cuanto mayor dominio y preponderancia haya del catolicismo en un pueblo, menor represión externa, esto es, represión política, habrá. Mediante este paralelismo explica la creación de instituciones como la policía y el mayor control que los gobiernos ejercen sobre los ciudadanos. Muestra aquí como en otras partes de su obra su pesimismo, pues no cree que la tendencia vaya a invertirse en un futuro, y que la religiosidad venza al proceso secularizador de la modernidad, aumentando así, según él, el despotismo y la tiranía. Contrario a lo que pueda parecer, Donoso no defiende la dictadura sobre la libertad, sino que, considerando que la libertad ha muerto a manos del Estado moderno y de unos gobiernos cada vez más omnímodos, valora que la cuestión está entre dos tipos de dictaduras, la "dictadura del sable" y la "dictadura del puñal". Entre la dictadura de una aristocracia que pueda conservar sin convulsiones la sociedad y evitar la revolución, y la dictadura de los revolucionarios que imponga el liberalismo. 
En 1851 salió a la luz su obra más reconocida, el Ensayo sobre el catolicismo, el liberalismo y el socialismo, su salto a la filosofía política.En su ensayo se deja ver la influencia que Joseph de Maistre y sus Veladas de San Petersburgo ejercen en Donoso cuando aborda la cuestión del papel de la Providencia en la Historia y de cómo esta "saca el bien y el orden del mal y desorden causados por la libertad humana en el mundo", así como en la cuestión de la pena de muerte. En esta obra, además de exponer más prolijamente la tesis teológico-política que anteriormente había comentado en su Discurso sobre la situación general de Europa de 1850, de que "en toda gran cuestión política va envuelta siempre una gran cuestión teológica", critica duramente al liberalismo y al socialismo proudhoniano. Donoso compara estos dos grandes sistemas que se erigen en su siglo con el catolicismo, hilando su discurso a través de los distintos dogmas cristianos y viendo cómo plantean sus soluciones alternativas a la teología católica. Donoso Cortés plantea que el socialismo es más coherente y consecuente que el liberalismo, pues desarrolla y lleva a este hasta sus consecuencias últimas, convirtiéndose en una especie de teología, en sus palabras, "satánica". 

El socialismo no es fuerte sino porque es una teología satánica. Las escuelas socialistas, por lo que tienen de teológicas, prevalecerán sobre la liberal por lo que ésta tiene de antiteológica y escéptica, y por lo que tienen de satánicas, sucumbirán ante la escuela católica, que es a un mismo tiempo teológica y divina. 

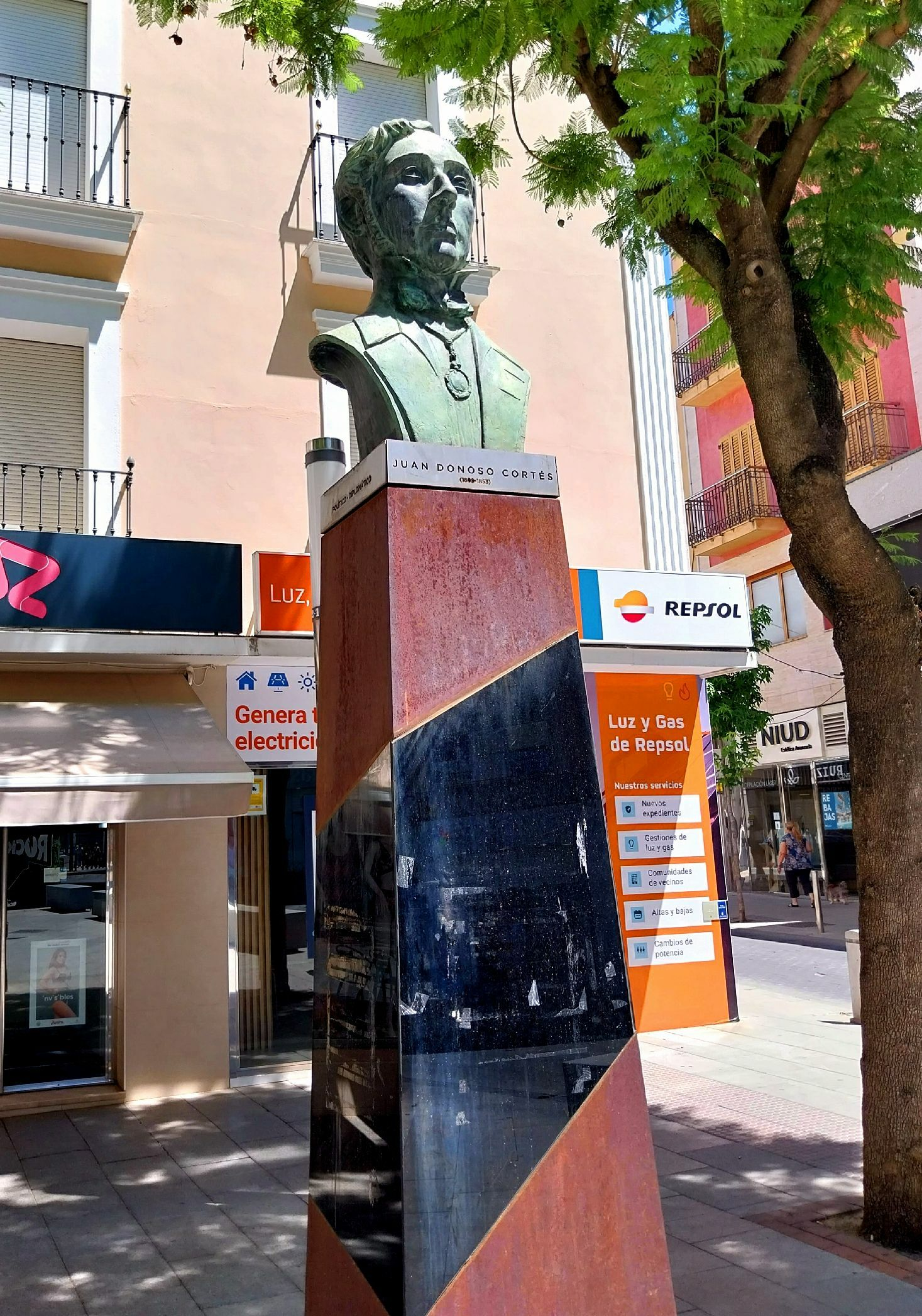
Monumento a Juan Donoso Cortés en Don Benito

Convencido de que el liberalismo político y el parlamentarismo eran nefastos para las sociedades, temía, sin embargo, que el liberalismo daría paso irremediablemente al socialismo, y escribió al respecto lo siguiente en una carta a un amigo en 1851:

El liberalismo y el parlamentarismo producen en todas partes los mismos efectos: ese sistema ha venido al mundo para castigo del mundo: él acabará con todo, con el patriotismo, con la inteligencia, con la moralidad, con la honra. Es el mal, el mal puro, el mal esencial y substancial. Eso es el parlamentarismo y el liberalismo. Una de dos: o hay quien dé al traste con ese sistema, o ese sistema dará al traste con la Nación Española, como con toda la Europa. Pero yo temo que entre en los designios de la Providencia que ese mal no pueda ser extirpado sino por otro mayor; para ese mal mayor se preparan tal vez las sociedades.

Célebre es también su Carta al cardenal Fornari sobre el principio generador de los más graves errores de nuestros días, de 1852, donde sostiene la tesis de que las sociedades modernas, al apartar a Dios y a la religión católica para secularizarse, producen lo que para él son grandes errores metafísicos. Entre esos errores modernos hay afirmaciones y negaciones complementarias: está la creencia en que la naturaleza humana no está caída y es íntegra, que no hay pecado original; la fe en la razón y su soberanía para hallar e inventar la verdad, frente a lo limitado del entendimiento; la rectitud de la voluntad humana a la hora de obrar, creyéndose el hombre infalible, frente a la voluntad torcida e inclinada al pecado que necesita de la gracia. Todos estos errores llevan a una concepción naturalista de la vida, que niega todas y cada una de las creencias católicas y sobrenaturales, que para Donoso Cortés recogen y atesoran la verdad y la realidad de la naturaleza humana. Como pensador político, Donoso saca de estos errores metafísicos y su origen en la negación de la soberanía y existencia de un Dios personal, consecuencias políticas:

Supuesta la negación de Dios, fuente y origen de toda autoridad, la lógica exige la negación de la autoridad misma, con una negación absoluta; la negación de la paternidad universal lleva consigo la negación de la paternidad doméstica; la negación de la autoridad religiosa lleva consigo la negación de la autoridad política. Cuando el hombre se queda sin Dios, luego al punto el súbdito se queda sin Rey, y el hijo se queda sin padre.

En la soberanía de la razón y de la inteligencia humanas, ve Donoso el fundamento del derecho público revolucionario y la libertad de pensamiento. De la afirmación de la rectitud de la voluntad deduce el sufragio universal, el sistema republicano y la democracia, que según él, se fundan en la autonomía del individuo y por extensión del pueblo, que no requiere de nadie ajeno que le dirija, que debe ser autogobernado. Finalmente, de la perfección y autonomía humana deduce que las pasiones no son algo negativo, lo que lleva en las esferas políticas a la demagogia y al populismo, que buscan la satisfacción de las concupiscencias y voluptuosidades humanas.
Tras su muerte, el ultramontano francés Louis Veuillot publicó su semblanza en L'Univers, que fue traducida parcialmente al español por el diario carlista La Esperanza. En el primer tomo de las Obras de Juan Donoso Cortés, publicado en 1854, se incluyó una noticia biográfica completa escrita por Gabino Tejado.

### Relación como diputado

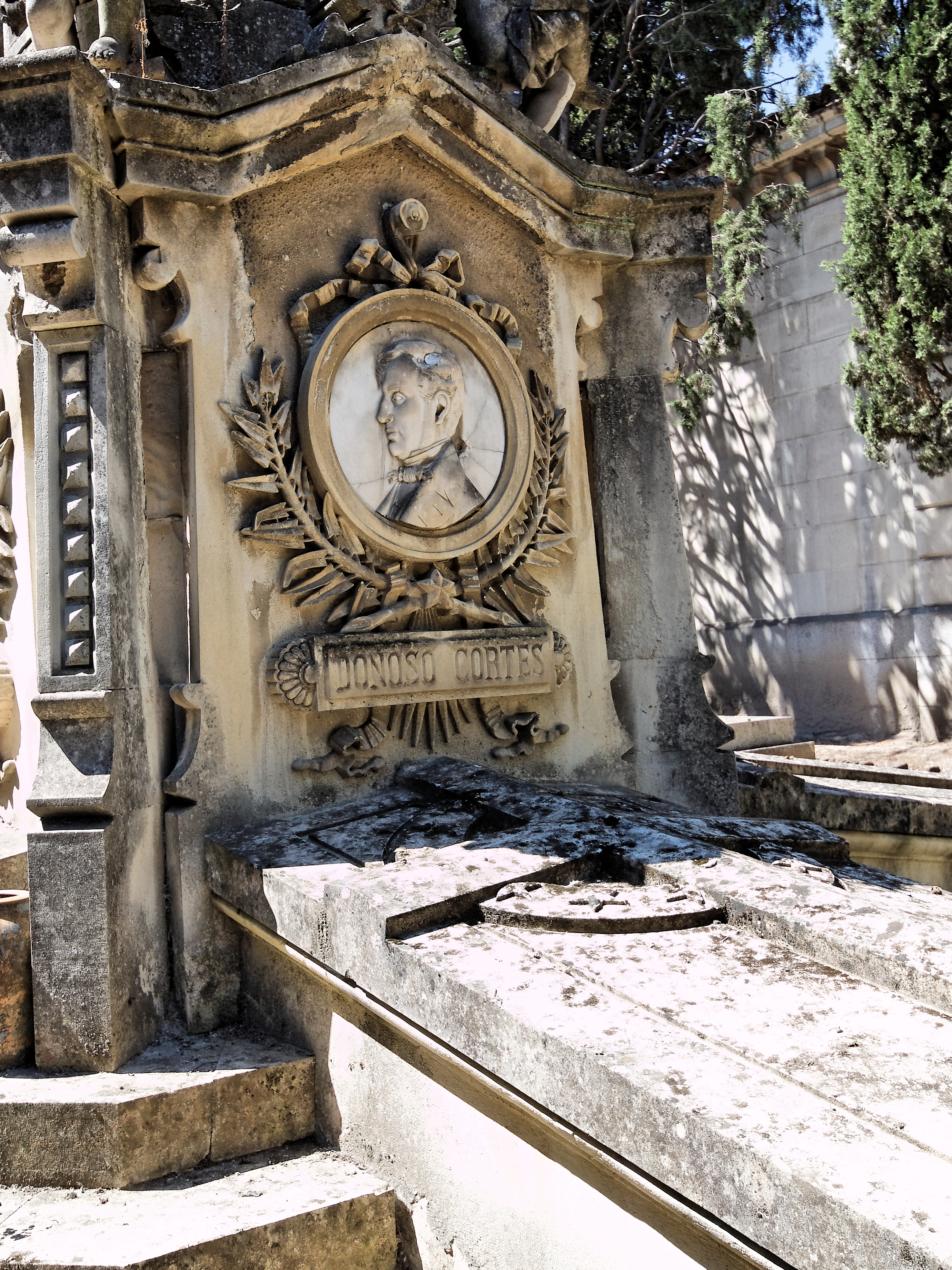
Tumba de Donoso en el Cementerio de San Isidro de Madrid.

Fue elegido diputado el 22 de septiembre de 1837 por Cádiz que después repetiría el 18 de enero de 1840. En 1843 saldría elegido esta vez por la circunscripción de Badajoz aprovechando la caída de Espartero siendo dado de alta el 18 de octubre. Desde ese momento volvería a ocupar ese escaño en 4 legislaturas más consecutivas hasta el 5 de noviembre de 1851.

### Muerte
Fue nombrado marqués de Valdegamas y embajador en París, donde murió. Sus restos reposan en un mausoleo conjunto con Goya, Moratín y Meléndez Valdés, obra de Ricardo Bellver, en el Cementerio de San Isidro de Madrid.
Junto con Jaime Balmes representan una referencia para el desarrollo de la ideología conservadora en España y también del pensamiento tradicionalista, influyendo tanto en Marcelino Menéndez y Pelayo, como en Juan Vázquez de Mella o José Antonio Primo de Rivera. Sin embargo, más allá de España, la figura de Juan Donoso Cortés ha influido sobre todo y especialmente en el jurista alemán Carl Schmitt. El alemán le debe a Juan Donoso todo su sistema de teología-política, así como el desarrollo de su teoría del estado de excepción y la dictadura.

## Críticas
Miguel de Unamuno, que había leído a Donoso Cortés desde pequeño, no lo tenía en gran estima a causa de su estilo hinchado, su falta de originalidad y su pesimismo:
El Ensayo sobre el liberalismo de Donoso, me producía en algunos pasajes escalofríos en el espíritu. La marcha oratoria de su discurso, la pompa hojarascosa de su estilo, lo extremoso y en el fondo lúgubre –si fueran originales– de aquellas doctrinas espantaban el sueño de mis ojos. Aquellos reflejos del pensamiento paradójico de De Maistre, su maestro, lo de la razón humana ama del absurdo, aquellas frases bajo las que representa el pecado original, aquella pintura del linaje humano que en un barco zozobrante desciende por el tormentoso río de los tiempos, invocando y execrando, maldiciendo y bendiciendo aquellas exposiciones del satanismo inocente y pueril del buen Proudhon, todo ello, ¡qué efecto no haría en una mente que empezaba a abrir su cáliz a la luz de la verdad!

## Obras

#### Libros:
- Ensayo sobre el catolicismo, el liberalismo y el socialismo, considerados en sus principios fundamentales (Madrid, M. de Rivadeneyra, 1851). El mismo año de su publicación en España se editó en París la edición francesa, volviendo a editarse en 1858.

#### Discursos editados en forma de libro:
- 1829: «Discurso de apertura del Colegio de Humanidades de Cáceres en octubre de 1829»
- 1834: «Consideraciones sobre la diplomacia, y su influencia en el estado político y social de Europa, desde la revolución de julio hasta el Tratado de la Cuádruple Alianza»
- 1835: «La Ley electoral considerada en su base y en su relación con el espíritu de nuestras instituciones»
- 1836: «Lecciones de derecho político pronunciadas en el Ateneo de Madrid»
- 1837: «Principios constitucionales aplicados al Proyecto de Ley fundamental, presentado a las Cortes por la comisión nombrada al efecto»
- 1839: «Polémica con el doctor Rossi, juicio crítico acerca de los doctrinarios»
- 1844: «Dictamen y discurso sobre el Proyecto de reforma de la constitución de 1837» (5 de noviembre de 1844 y 16 de noviembre de 1844)
- 1845: «Discurso sobre dotación del culto y clero, pronunciado el 15 de enero de 1845»
- 1846: «Discurso sobre los regios enlaces, pronunciado en el Congreso el 17 de septiembre de 1846»
- 1847: «Discurso acerca de las relaciones de España con otras potencias, pronunciado en el Congreso de los diputados el 4 de noviembre de 1847»
- 1848: «Discurso de recepción pronunciado en la Academia Española, el 16 de abril de 1848» («Discurso sobre La Biblia»)
- 1849: «Discurso sobre la Dictadura», pronunciado el 4 de enero en el Congreso
- 1850: «Discurso sobre la situación general de Europa, pronunciado en el Congreso el 30 de enero de 1850, al discutirse el proyecto de autorización al Gobierno para plantear los presupuestos»
- 1850: «Discurso sobre la situación de España, pronunciado en el Congreso el 30 de diciembre de 1850, al discutirse el proyecto de autorización al Gobierno para plantear los presupuestos»
- 1852: «Carta al Cardenal Fornari»